# Chrysophyllum cuneifolium
Chrysophyllum cuneifolium är en tvåhjärtbladig växtart som först beskrevs av Edward Rudge, och fick sitt nu gällande namn av A.Dc. Chrysophyllum cuneifolium ingår i släktet Chrysophyllum och familjen Sapotaceae. Inga underarter finns listade i Catalogue of Life.